# Telnice

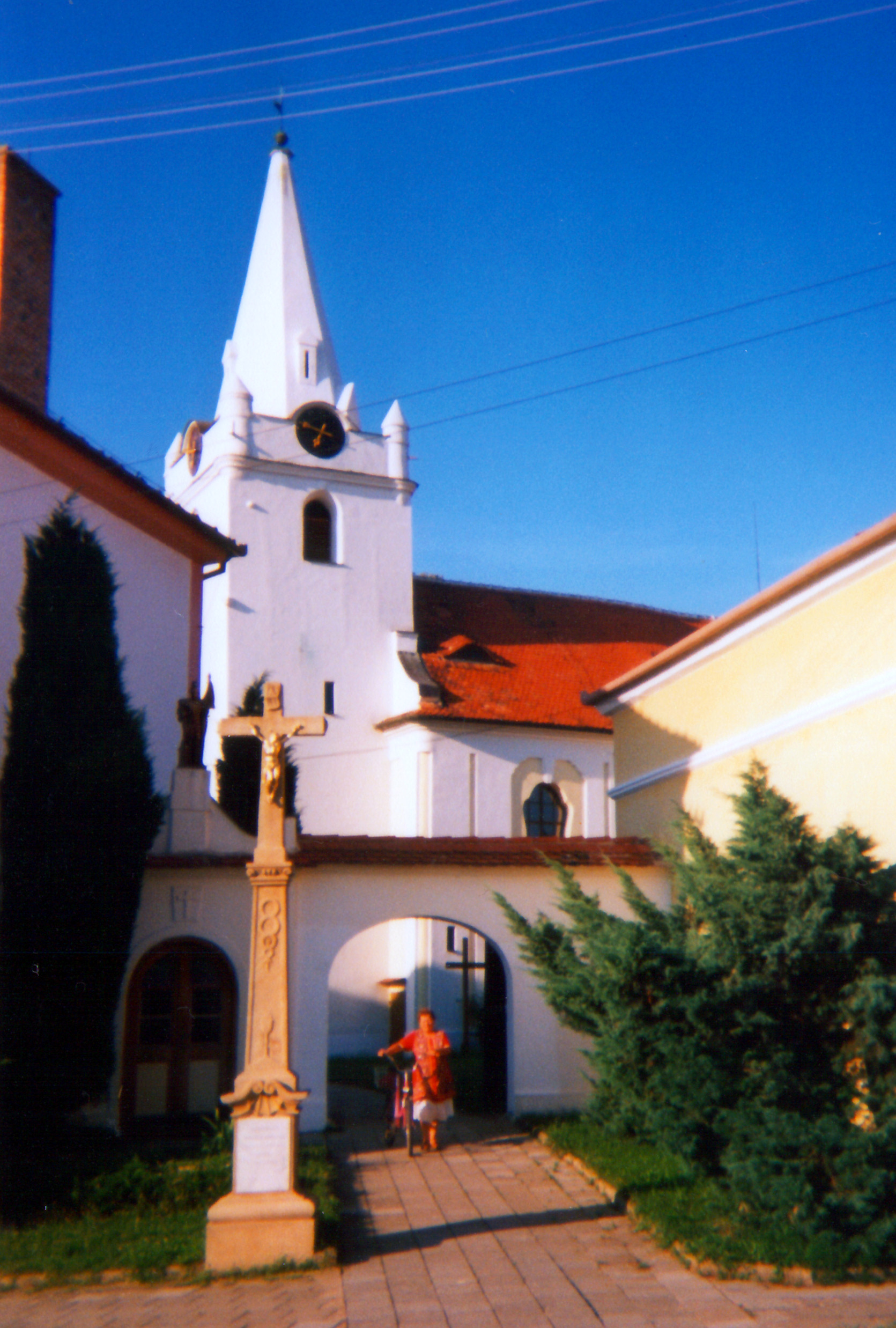

Telnice (em alemão:  Telnitz) é uma aldeia e município (obec) no distrito de Brno-Venkov, na região da Morávia do Sul da República Checa. Este município cobre uma área de 6,1 km, e tem uma população de 1 339 (2006). Sokolnice fica a cerca de 13 km a sudeste de Brno 199 km a sudeste de Praga.
A aldeia foi um dos campos de batalha durante a Batalha de Austerlitz a 2 de Dezembro de 1805. Os austríacos, liderados por Michael von Kienmayer, e os russos comandados por Dmitry Dokhturov e Friedrich Wilhelm von Buxhoeveden expulsaram o 3.ª Regimento de Infantaria de Linha francês da aldeia, perdendo-a, no entanto, num contra-ataque mas, por fim, voltaram a recapturar. Depois de o rumo da batalha se viarar contra os Aliados, a norte, evacuaram Telnice e retiraram-se, sofrendo baixas pesadas tanto em homens como em peças de artilharia.